# 多此一女
《多此一女》（英語：A Lonely Sad Girl）是中国在1990年上映的一部喜剧题材的电影，由张刚执导，薛淑杰等人出演，该作主要讲述的是一个父母离婚的女孩寻找自己的容身之所的故事。

## 剧情简介
有一个女孩在继父的解释下才知道自己的父母离婚了，不过因为看到继父并不喜欢她，于是她便去找父亲，而当她看到父亲的新女友也不喜欢她后，她又打算回到爷爷奶奶身边，可是当她发现那里并不适合她居住，于是她又回到了自己的父亲身边，后来又经过了一系列的遭遇，继母这才决定接受这个女孩。

## 演员
- 薛淑杰
- 黄达亮
- 牛犇
- 倪媛媛
- 贝倩妮